# Oocorys
Oocorys là một chi lớn các loài ốc biển nước sâu, là động vật thân mềm chân bụng sống ở biển thuộc họ Cassidae, họ ốc kim khôi.

## Các loài
Các loài thuộc chi Oocorys bao gồm:
- Oocorys barbouri
- Oocorys bartschi
- Oocorys grandis
- Oocorys morrisoni
- Oocorys sulcata